# Kung Fu Panda: Legendary Warriors
Kung Fu Panda: Legendary Warriors (En español Kung Fu Panda: Guerreros Legendarios) es un videojuego perteneciente al género de acción y aventuras desarrollado por la empresa Artificial Mind and Movement y publicado por Activision para Nintendo DS y Wii. Llegó al mercado en noviembre de 2008 a Estados Unidos y Europa y en diciembre del mismo año a Australia.
Kung Fu Panda: Guerreros Legendarios es la secuela del videojuego Kung Fu Panda, siendo su hilo argumental posterior al visto en la película en la que está basado el juego anterior con la presencia de la mayoría de personajes y varios de sus actores de doblaje.

## Trama
La historia de Kung Fu Panda: Guerreros Legendarios se sitúa justo después de los hechos vistos en juego anterior. El malvado Tai Long, el leopardo de las nieves derrotado en la anterior entrega, vuelve con un plan para robar el poder de los Cinco Furiosos. Po, con la ayuda de Mono, Tigresa y el Maestro Shifu, tendrá que detener nuevamente a Tai Long y a sus secuaces para que no lleven a cabo sus malvados planes.

### Versión de Wii
El narrador narra sobre el Valle de la Paz, custodiado bajo la atenta mirada del Guerrero Dragón Po el panda y los Cinco Furiosos (los maestros Grulla, Mono, Víbora, Mantis y Tigresa). Mientras tanto, Tai Long resurge y planea vengarse después del día en que fue derrotado por Po al capturar al Guerrero Dragón y los Cinco Furiosos. Él gana acceso a un arma secreta, que le dará una gran fuerza. Él ordena al Clan Black Scavenger (un clan de ratas), junto con otros villanos para capturar suficientes aldeanos para alimentar la máquina. El juego comienza entonces con quien sea el personaje que el jugador esté usando (Mono, Tigresa, Po o Shifu) entrenando en el tutorial en el Palacio de Jade.
Después de su entrenamiento, un conejo les dice que el Clan Black Scavenger ha llegado. Luego, el jugador se dirige a la entrada principal de la arena del Palacio de Jade y encuentra al Clan Limpiador de la Luna Negra liderado por el Jefe de Rata y el jugador pelea contra algunas de las ratas. Luego, el jugador usa la silla de cohetes para despegar hacia la arena y lucha contra el Jefe de Rata y sus ratas.
El jugador recibe instrucciones de ir a las montañas Wu Dang para salvar a un aldeano del Valle de la Paz y luchar contra Yak y sus compañeros miembros del Clan Hoof. Después de la derrota del Clan Hoof, la jaula de los conejos se cae por el acantilado y el jugador que la sigue salva al habitante. El jugador luego derrota al Gran General Buey y es enviado a los Terrenos del Viejo Templo donde el mandril y sus sirvientes, instruidos por Tai Long, tomaron como rehén a Mantis.
El jugador llega y pelea con el jefe del babuino y sus sirvientes. Después de su derrota, el jugador viaja a la prisión de Chor Ghom para rescatar a Maestra Víbora del Jefe Gorila y sus sirvientes.
Después de la derrota del gorila dentro de la prisión, el jugador recibe instrucciones de regresar al Valle de la Paz para rescatar al Maestro Crane de las Hermanas Wu.
Luego, Tai Long llega a la celebración en la arena. Cuando el jugador llega a la arena para la batalla final, el jugador lucha contra Tai Lung y eventualmente lo derrota.

### Versión de DS
Tai Long planea vengarse para capturar a los Cinco Furiosos después del día en que fue derrotado por el Guerrero Dragón Po. Quien sea que el jugador esté jugando como (Po y Tigresa) comienza a entrenar en el Valle de la Paz. Después de su entrenamiento, el jugador se dirige a la entrada principal del pueblo.
El jugador llega y rescata a Víbora de las hermanas Wu.
Después de su derrota, Mantis está allí, el jugador entonces viaja para rescatar a Mono de Buey después de la derrota del general Ox.
Cuando el jugador llega a la arena para la batalla final, el jugador rescata a Crane, lucha contra Tai Long y lo derrota.

## Recepción
El juego recibió críticas mixtas para la versión de Wii. En la página de comentarios Metacritic, la versión de Wii del juego recibió una puntuación de 57, mientras que la versión de DS recibió críticas generalmente favorables, recibiendo una puntuación de 73.
El sitio web de medios Cinema Blend publicó una crítica negativa de Andy Keener, que calificó el juego como "aburrido y tedioso". También afirmó: "Tus personajes nunca mejoran, pero los enemigos se hacen más fuertes. Los niveles nunca tienen nada de particular, podrían ser habitaciones blancas sin puertas y el juego sería exactamente igual".